# Blaubrust-Paradieselster
Die Blaubrust-Paradieselster (Astrapia rothschildi), auch Blaubrust-Astrapia oder Rothschild-Paradieselster genannt, ist eine Vogelart aus der Familie der Paradiesvögel (Paradisaeidae). Sie kommt ausschließlich in einem sehr kleinen Gebirgsgebiet im Osten von Neuguinea vor. Sie gehört zu den Paradiesvögeln, bei denen beide Geschlechter ein verlängertes mittleres Steuerfederpaar aufweisen. Sie ist gleichzeitig eine der Arten, die bislang wenig untersucht ist.
Die Bestandssituation der Blaubrust-Paradieselster wird von der IUCN als ungefährdet (least concern) eingestuft. Es werden keine Unterarten unterschieden.

## Beschreibung

### Körperbau und -maße
Die Männchen der Blaubrust-Paradieselster erreichen eine Körperlänge von 69 Zentimeter, wovon auf das verlängerte mittlere Steuerfederpaar eine Länge von 36,7 bis 48,6 Zentimeter entfällt. Die übrigen Steuerfedern erreichen eine Länge von 27,1 bis 38,7 Zentimeter.
Die Weibchen haben gleichfalls ein langes Schwanzgefieder mit einem mittleren Steuerfederpaar, das über das übrige Schwanzgefieder herausragt. Sie erreichen eine Körperlänge von 47 Zentimeter, wovon auf das verlängerte mittlere Steuerfederpaar eine Länge von 24 bis 28,3 Zentimeter entfällt. Die übrigen Steuerfedern messen zwischen 20,8 und 23 Zentimeter. Der Schnabel hat eine Länge von 3,7 bis 4,1 Zentimeter.
Die Männchen wiegen zwischen 186 und 225 Gramm, die Weibchen bleiben etwas leichter und erreichen ein Gewicht zwischen 143 und 200 Gramm.

### Männchen
Der Kopf, der Nacken und der Mantel sind schwarz und glänzen metallisch blaugrün. Der Glanz ist auf dem Scheitel besonders ausgeprägt. Die Federn am hinteren Hals und auf dem Mantel sind verlängert und bilden einen auffälligen Schopf, der intensiv dunkelgrün und an den Federbasen magenta bis kupferrot schimmert. Der Rücken ist schwärzlich mit einem olivgrünen Schimmer. Der Bürzel ist schwärzlich. Die Flügel schimmern tief blauviolett. Die Oberseite des Schwanzgefieders ist samtschwarz und schimmert bei bestimmten Lichteinfall blauviolett bis rosaviolett. Die Brust ist wie der Kopf gefärbt und wird von einem intensiv kupferorangen Band eingefasst. Die übrige Körperunterseite ist ölig dunkelgrün, an den Seiten befinden sich hellere, intensiv limonengrüne Federn. Der Bürzel, die Schenkel und die Unterschwanzdecken sind matt braunschwarz. Der Schnabel ist glänzend schwarz, die Iris ist dunkelbraun, die Beine und Füße sind bleigrau.
In ihrem ersten Lebensjahr ähneln die Männchen zunächst den adulten Weibchen und wechseln dann allmählich in das Gefieder der adulten Männchen. Der intensive Glanz des Gefieders entwickelt sich zunächst auf dem Kopf.

### Weibchen
Das Weibchen ist auf der gesamten Körperoberseite dunkel graubraun, Kopf und Brust sind dunkler schwarzbraun. Viele Individuen weisen im Nacken ein helleres, breites Band auf. Das Schwanzgefieder ist etwas bräunlicher als die Körperoberseite. Die Körperunterseite ist schwärzlich mit einer feinen weißlichen Querbänderung von der unteren Brust bis zu den Unterschwanzdecken. Der Gefiederglanz ist bei den Weibchen deutlich weniger ausgeprägt als bei den Männchen. Lediglich die Vorderbrust und der Kopf haben einen leichten, mattblauen Schimmer.

## Verbreitung

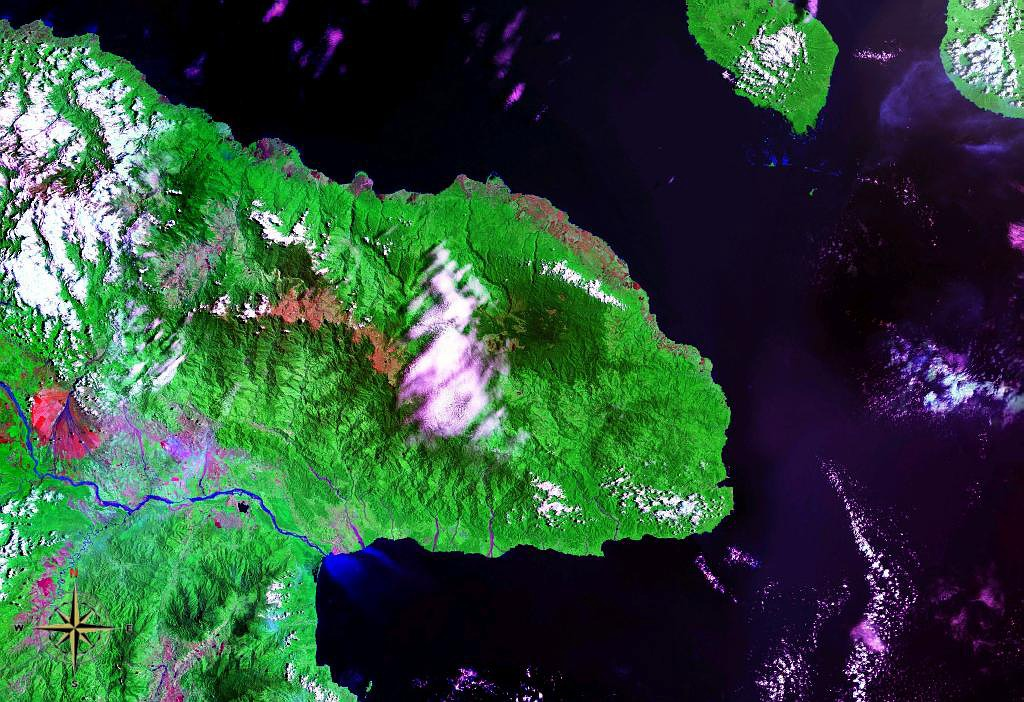
Huon-Halbinsel im Osten Neuguineas

Die Blaubrust-Paradieselster kommt ausschließlich im Osten Neuguineas auf der Halbinsel Huon vor. Die Halbinsel bildet den nördlichen Teil der Morobe Province in Papua-Neuguinea. Die Huon-Halbinsel wird von der Saruwaged Range beherrscht, die mit anderen Gebirgen der Halbinsel wie beispielsweise dem Finisterre-Gebirge den Lebensraum der Blaubrust-Paradieselster darstellt. Die Paradieselster besiedelt in diesen Gebirgen Bergwälder.

## Lebensweise
Die Blaubrust-Paradieselster frisst vor allem Früchte. Belegt sind unter anderem die Früchte von Strahlenaralien und Schraubenbäume.
Das Fortpflanzungsverhalten der Blaubrust-Paradieselster ist noch nicht abschließend untersucht. Sie ist vermutlich wie andere Arten der Paradieselstern polygyn, das heißt, dass Männchen versuchen, sich mit so vielen Weibchen wie möglich zu paaren, und die Weibchen den Nachwuchs alleine groß ziehen. Es ist möglich, dass sich die Männchen der Blaubrust-Paradieselster ähnlich wie die Männchen der Stephanie-Paradieselster an Leks zur Gemeinschaftsbalz versammeln.
Auf dem Höhepunkt der Balz hängen die Männchen unter einem Ast, der Körper wird waagerecht gehalten, während der Kopf und der Schwanz angehoben sind, so dass sie einen Halbkreis bilden. Das Gefieder an Kopf, Hals und Nacken sowie das Schwanzgefieder ist dabei gesträubt. Ähnlich wie die Schmalschwanz-Paradieselster und die Stephanie-Paradieselster zeigt die Blaubrust-Paradieselster außerdem ein Balzverhalten, bei dem sie schnell zwischen zwei Stellen auf Ästen hin- und herhüpft.
Bis zum Ende des 20. Jahrhunderts waren nur zwei Nester bekannt, die ein Missionar zu Beginn des 20. Jahrhunderts fand. Das kleinere der beiden Nester hatte einen Durchmesser von 15,4 Zentimeter und war 8,2 Zentimeter hoch. Es war aus Teilen von Kletterpflanzen, kleinen Wurzeln und großen Blättern gebaut. Insbesondere der Nestrand war außerdem mit Moos ausgekleidet. Die Nokopo, ein indigenes Volk im Verbreitungsgebiet der Blaubrust-Paradieselster, berichtet, dass Blaubrust-Paradiesvögel besonders häufig Teile einer Orchidee aus der Gattung Bulbophyllum verbauen. Sie nennen diese daher auch „Haus der Blaubrust-Paradieselster“.
Das Gelege besteht nach jetzigem Kenntnisstand nur aus einem einzelnen Ei. Brutdauer und Zeitdauer vom Schlupf des Nestlings bis zu seinem Ausfliegen sind bislang unbekannt.

## Blaubrust-Paradieselstern und Mensch
Wie bei zahlreichen Paradiesvögeln werden die Bälge und Federn der Blaubrust-Paradieselster von der indigenen Bevölkerung Papua-Neuguineas zu Kopf- und Körperschmuck verarbeitet. Von dem Volk der Nokopo werden insbesondere die Federn des Männchens geschätzt.

## Einzelbelege
1. ↑   Handbook of the Birds of the World zur Blaubrust-Paradieselster, aufgerufen am 13. Juli 2017
2. 1 2 3  Frith & Beehler: The Birds of Paradise - Paradisaeidae. S. 274.
3. 1 2  Frith & Beehler: The Birds of Paradise - Paradisaeidae. S. 273.
4. 1 2  Frith & Beehler: The Birds of Paradise - Paradisaeidae. S. 276.